# Glockengießerei Grassmayr (Innsbruck)

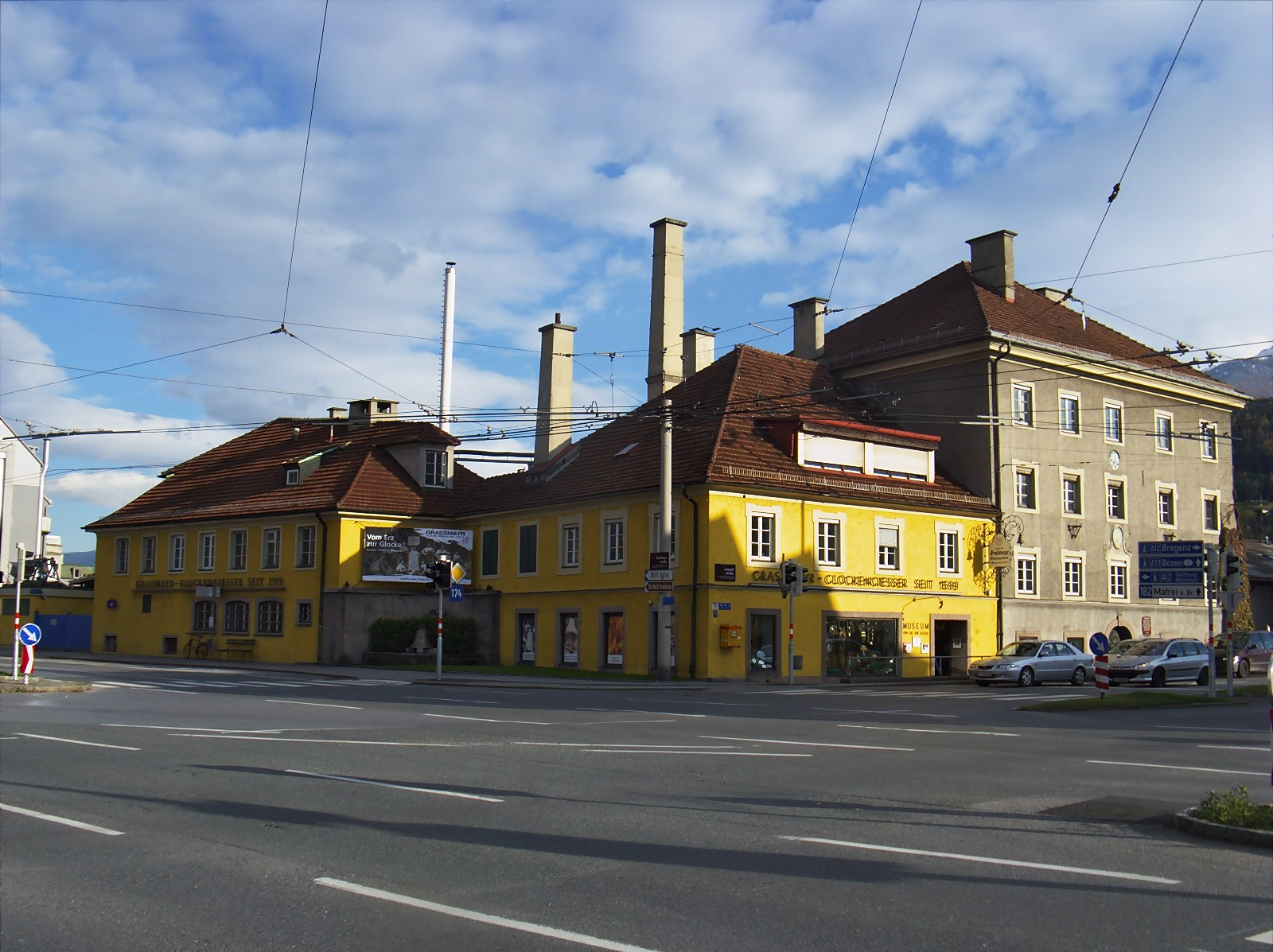
Firmenzentrale mit Museum in der Leopoldstraße

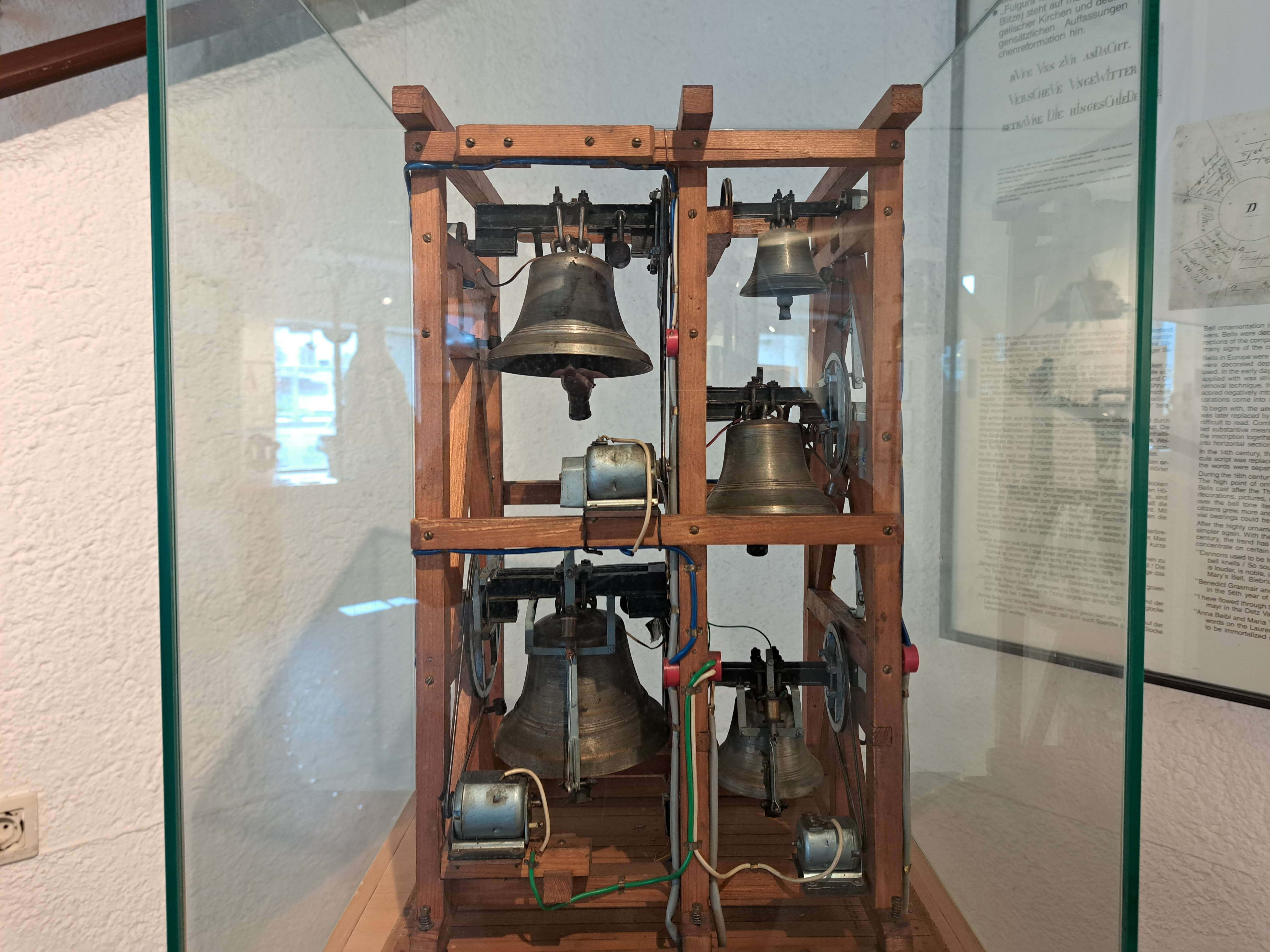
Schauglockenstuhl im Glockenmuseum der Firma Grassmayr Innsbruck

Die Grassmayr Glockengießerei GmbH ist eine seit mehr als 400 Jahren bestehende Glockengießerei mit Unternehmenssitz in Innsbruck. Der Familienbetrieb wurde einst von Bartlmä Grassmayr im Hof seines Vaters, dem Heidenhaus in Habichen, einem Weiler in der Gemeinde Oetz, gegründet. Seit dem 20. Jahrhundert gehört das Unternehmen zu den größten Herstellern weltweit und lieferte bisher Glocken in rund 100 Länder.

## Geschichte

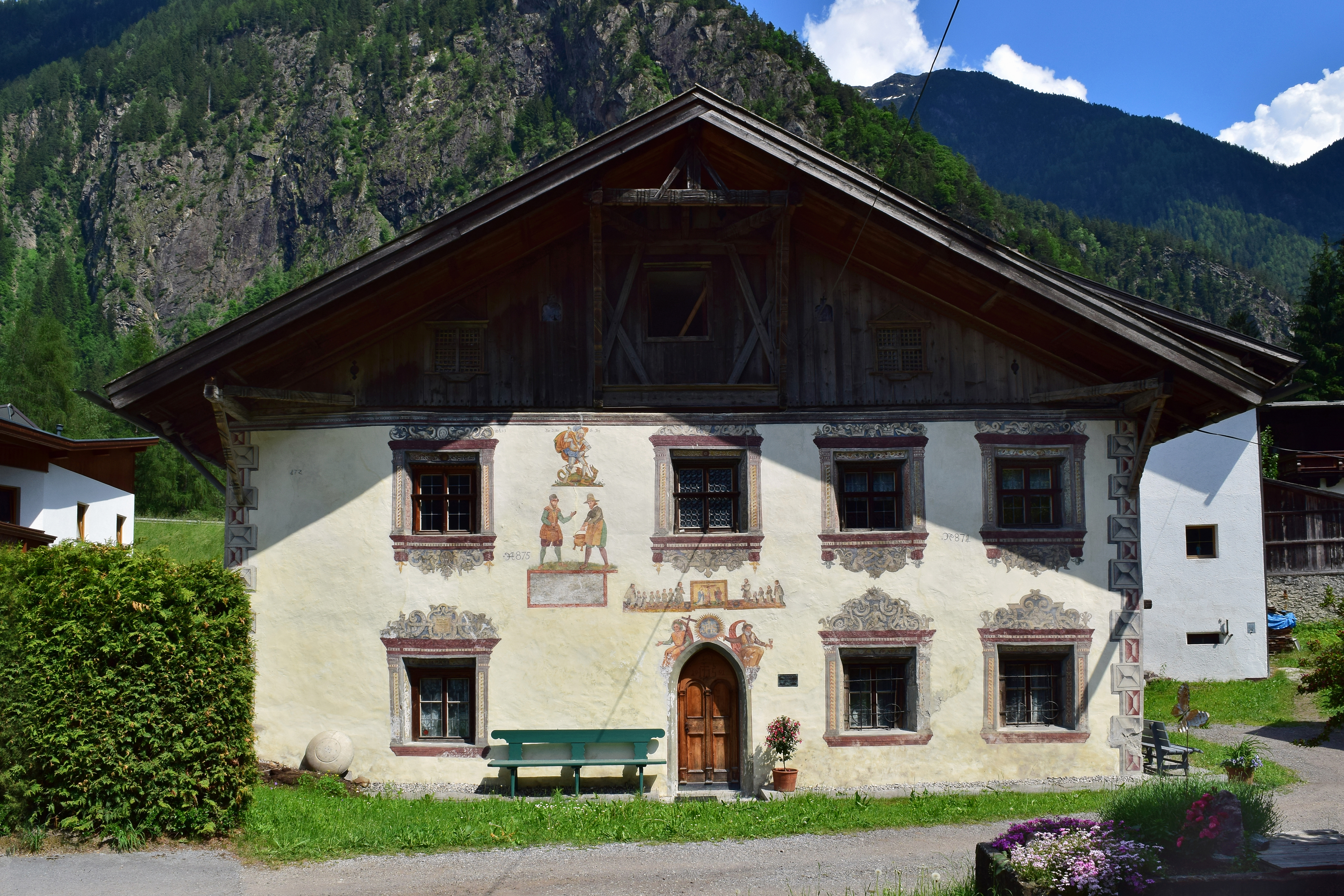
Heidenhaus in Habichen – Hier goss Bartlmä Grassmayr seine erste Glocke.

### Standort Habichen
Bartlmä Grassmayr, Sohn einer Hafengießereifamilie, legte 1599 im Heidenhaus in Habichen mit dem Guss seiner ersten Glocken den Grundstein für das Traditionsunternehmen Grassmayr. Sie ist die wahrscheinlich erste Glockengießerei Tirols. Am 29. März 1595 hatte sein Vater, Hans Grassmayr, das Heidenhaus vom Lärchenhof in Tumpen erworben und zunächst für den Guss von Häfen (Ausdruck für Glockenspeistöpfe, also Vorläufer der heutigen Kochtöpfe) benutzt, genau genommen hinter dem Haus „in der alten Stampfen“. Als Bartlmä nach einer achtjährigen Wanderschaft wieder nach Habichen zurückkehrte, goss er 1599 seine erste Glocke. Er fertigte sein erstes Geläut für seinen Heimatweiler Habichen an und war darauf stolz. Während seiner Wanderschaft hatte er die Glockenkunst beim Aachener Glockengießer Joan von Teer erlernt. Damit wurde Bartlmäs Beruf zur Berufung. „SOLI DEO GLORIA – An Gottes Segen ist alles gelegen“, lauteten die ersten Worte in seinem Wanderbuch.
Am 16. Mai 1601 wurde Bartlmäs Sohn Johann Grassmayr († 4. April 1683 in Wilten) geboren. Dieser führte Jahre später das Unternehmen weiter. Er absolvierte die Glockengießerlehre bei seinem Onkel Jakob Veit Grassmayr in Feldkirch und erwarb umfassendes Wissen bei einigen Jahren als wandernder Glockengießer.
Johann Grassmayr ließ 1633 das Habicher Heidenhaus mit Fresken ausgestalten. Das Gebäude diente bis zum Beginn des 19. Jahrhunderts stetig zum Glocken- und Metallguss. Infolge des Umzugs nach Innsbruck wurde es als Gießort aufgegeben.

### Standort Innsbruck
Mit der Verbesserung der Verkehrssysteme verlegte die Ötztaler Firma 1836 ihren Firmensitz nach Innsbruck-Wilten in den Ansitz Straßfried, wo die Gießerei seitdem besteht. Bald eröffnete Grassmayr weitere Betriebe in Feldkirch und Brixen; letztere entwickelte sich schnell zur größten Glockengießerei der österreichisch-ungarischen Monarchie.
Um eine ausgesprochen hohe Qualität einer Glocke zu erreichen, müssen alle in der Glocke entstehenden Töne miteinander harmonieren. In Österreich ist das Unternehmen Marktführer und belieferte bereits über 100 Länder mit Glocken. Die kleinste Glocke hat einen Durchmesser von 4 cm, die größte von rund 335 cm. Die heutigen Öfen fassen ein Gesamtvermögen von 37 Tonnen flüssige Glockenspeise.
Bis heute hütet das Management das Fachwissen und das Geheimnis jeder Glockenrippe, sie werden jeweils vom Eigentümer auf den Sohn oder die Tochter weitervererbt. Johannes Grassmayr (* 1963) führt im Jahr 2020 in der 14. Generation die Geschäfte.

## Kernkonzepte und Grundsätze
Glockenstühle, Glockencomputer, Läutemaschinen und Kirchturmuhren gehören zu den Hauptprodukten, ebenso wie die traditionsgemäßen Klöppelfänger. Diese sind vor allem in den europäischen Alpenländern üblich. Zur eigenen Herstellung kommen Wartung und Montage. Für die Restaurierung alter historischer Joche, Glockenstühle und Turmuhren unterhält das Unternehmen eigene Elektro-, Holz- und Modellwerkstätten.
Neben dem Glockenguss zählt auch der Kunstguss zum Angebot von Grassmayr. Bronzetafeln, Reliefs, Türgriffe, Grabverzierungen, Skulpturen und Spezialbronzerohre werden in Verbindung mit moderner Gusstechnik angefertigt.
Das Unternehmen betreibt aus der langjährigen Tradition heraus ein Glockenmuseum, das mit dem Österreichischen Museumspreis ausgezeichnet wurde.

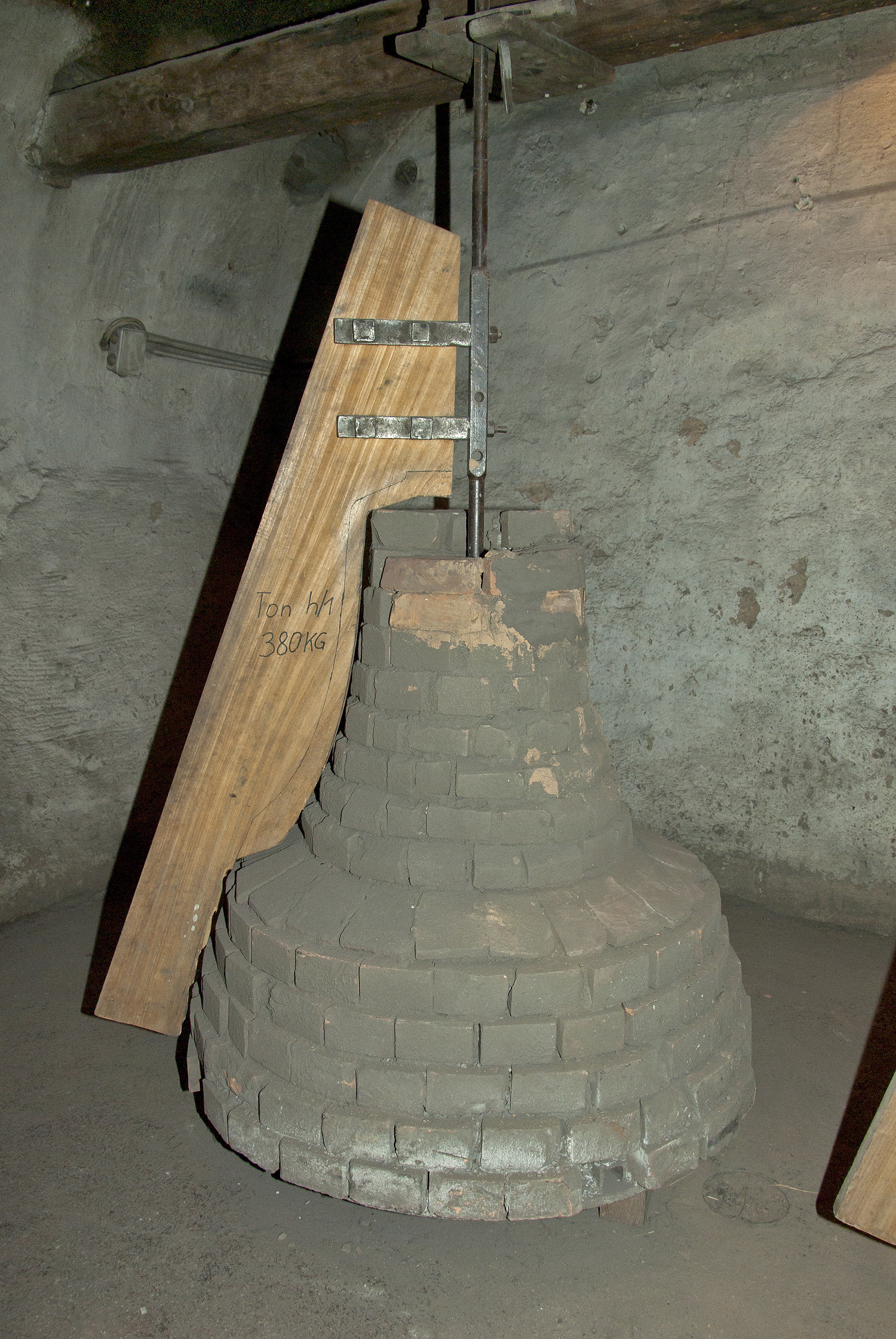
Schablone mit Lehmziegeln
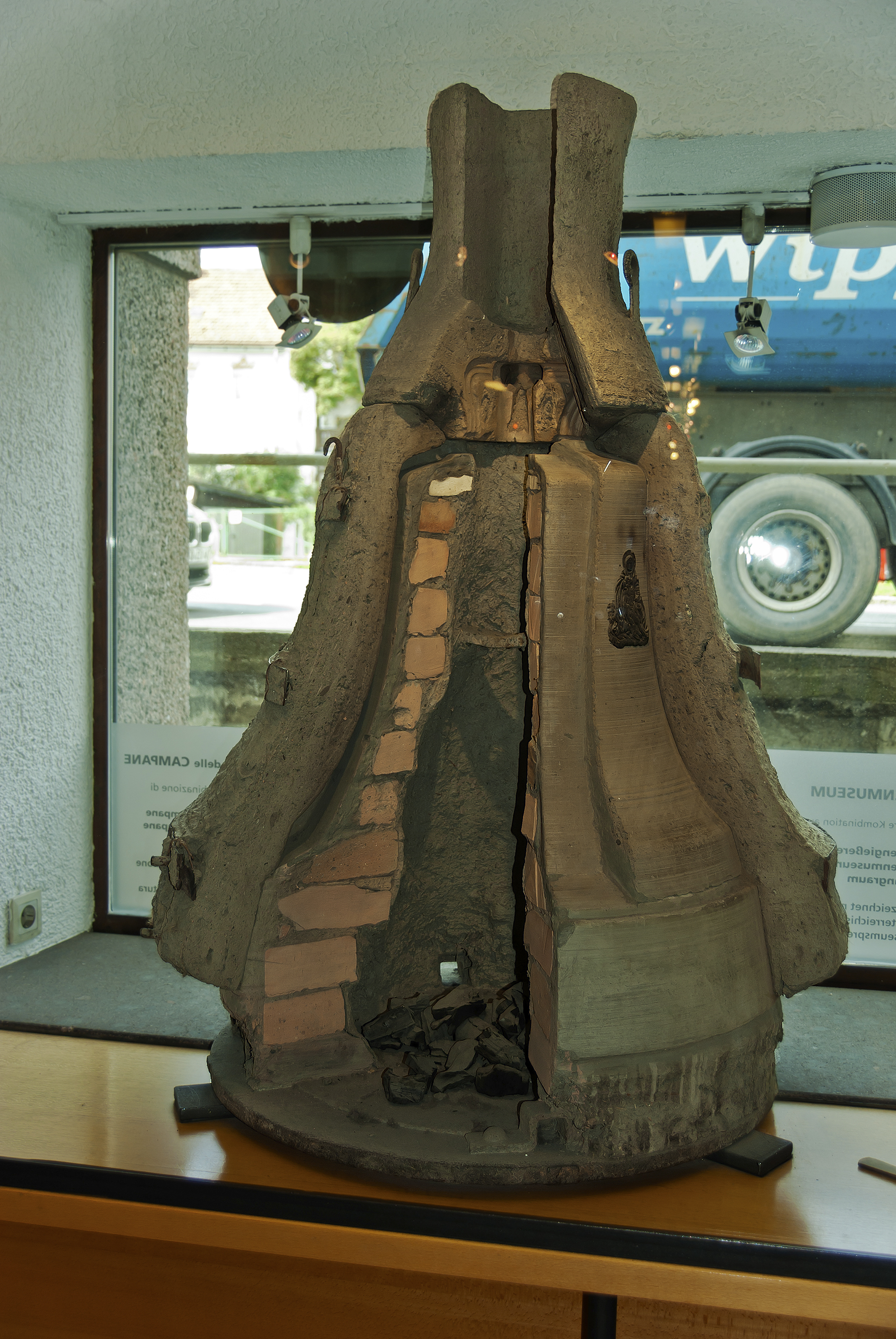
Modell einer fertigen Glockenform
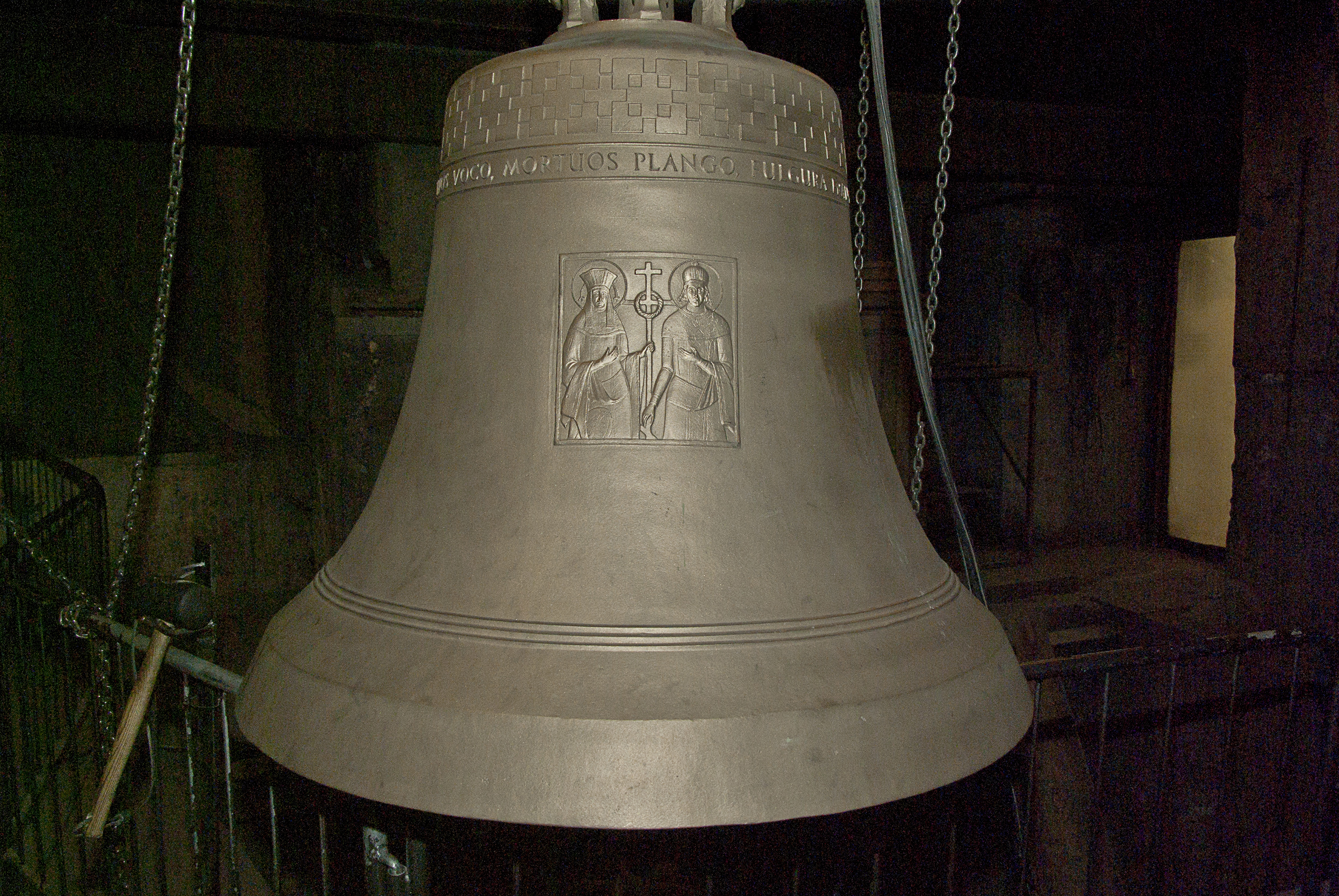
Fertige Glocke
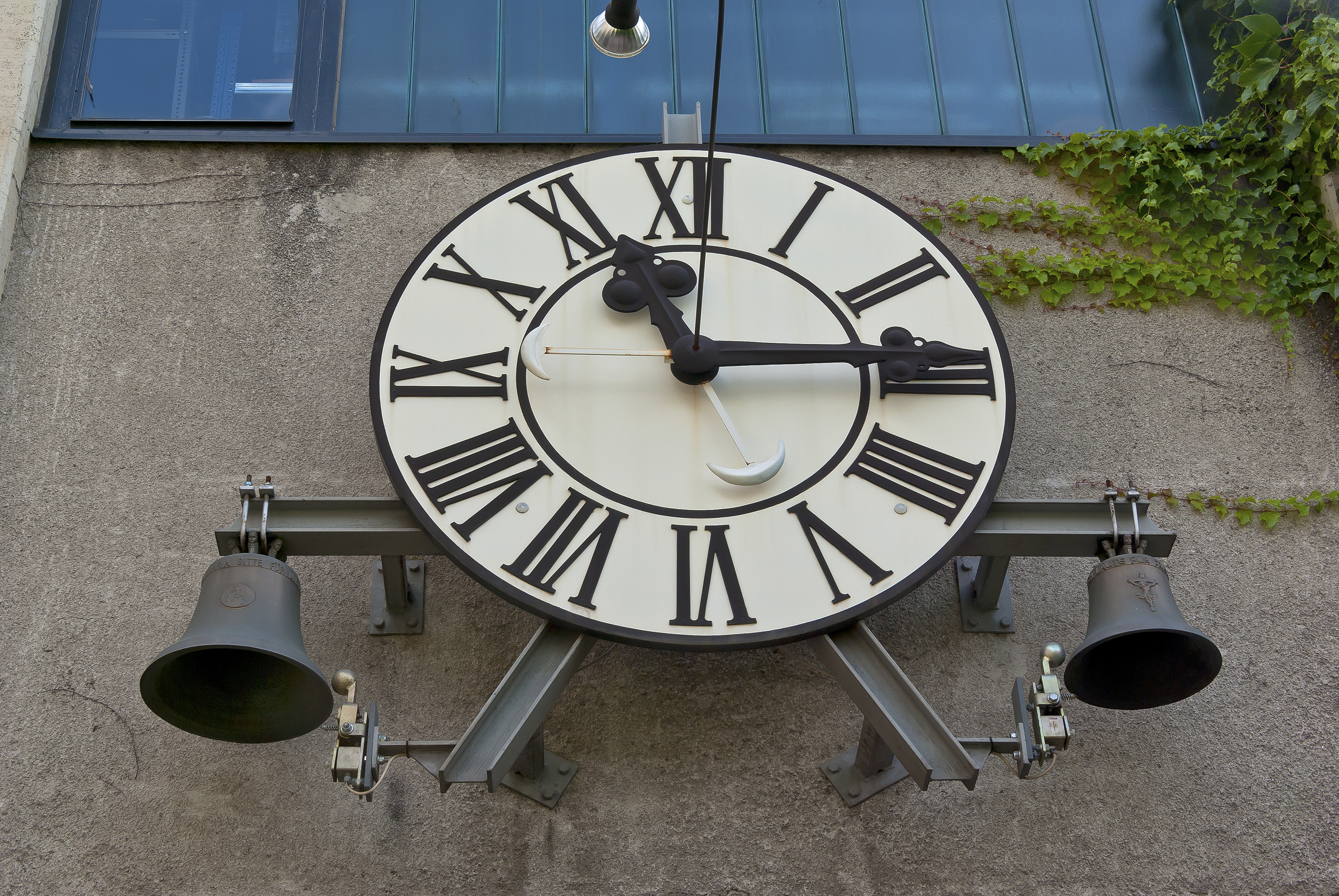
Kirchenuhr mit Schlagglocken
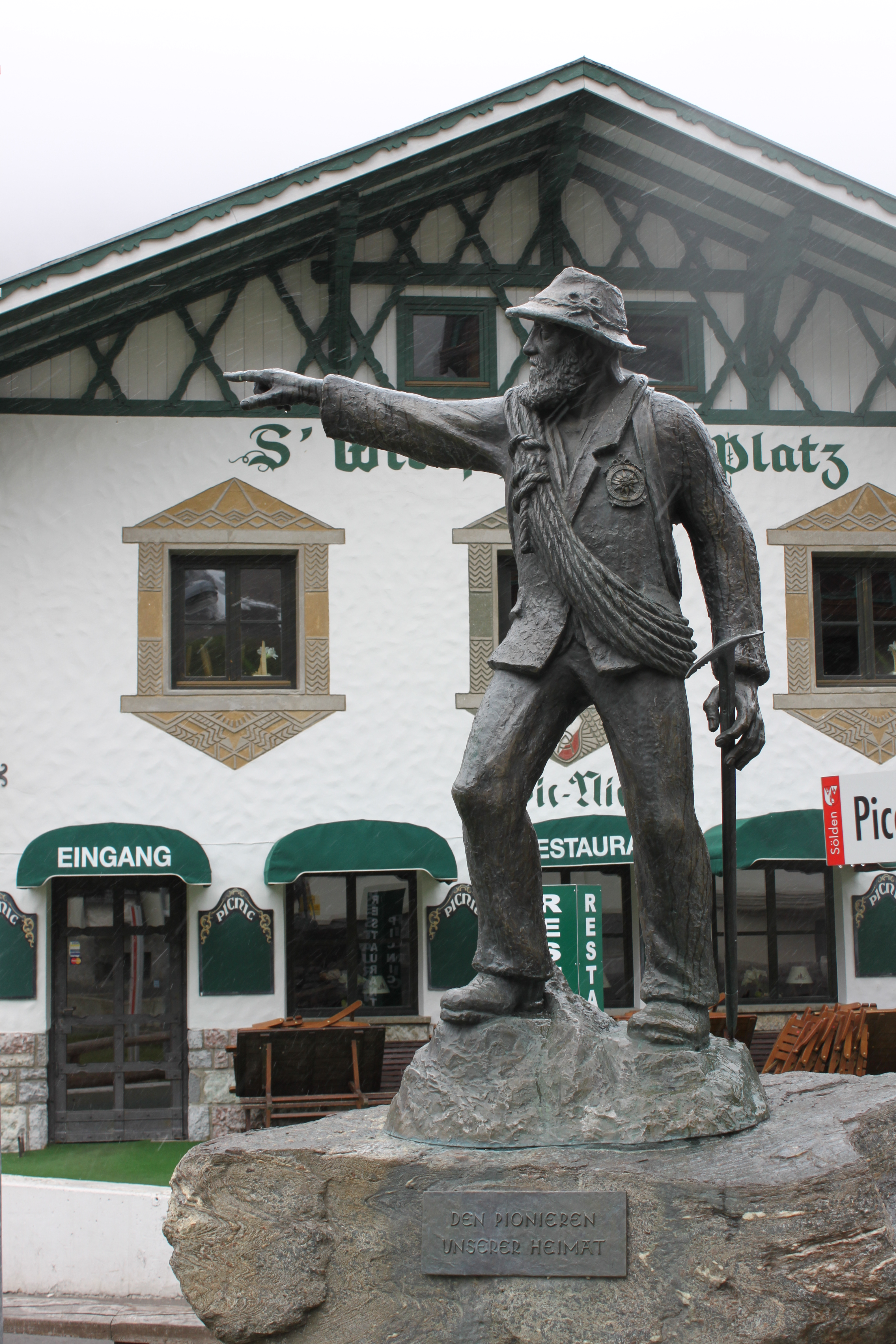
Kunstguss des Martinus Scheiber (1856–1939), Grassmayr 1979
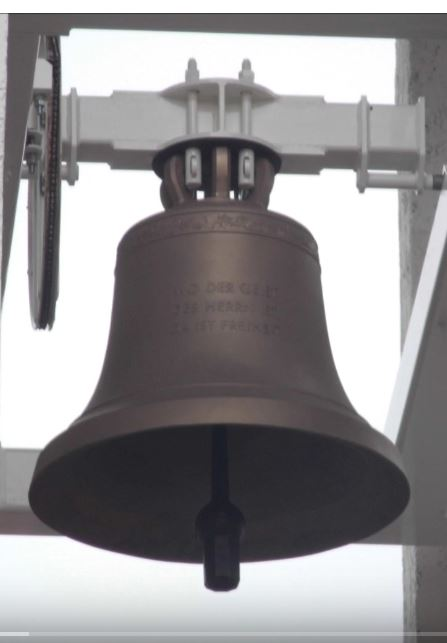
Große Glocke der Reformierten Kirche Hägendorf (Schweiz), 2014 von Grassmayr zum 75. Jubiläum der Kirche gegossen und von der Firma Muff eingebaut

## Bedeutende Glocken

### Liste von Glocken
(sortiert nach Gewicht)

| Land/Stadt/Ort                               | Name der Glocke                       | Gussjahr  | Nominal | Durchmesser           | Gewicht               | Bemerkungen/Inschriften |
| -------------------------------------------- | ------------------------------------- | --------- | ------- | --------------------- | --------------------- | --- |
| Rumänien – Bukarest                          | Andreasglocke                         | 2016      | c0      | 335,5 cm              | 25.190 kg             | Die Glocke für die Kathedrale der Erlösung des Volkes, die im November 2016 gegossen wurde, ist mit 3,3 Metern Höhe die größte der Kathedrale. Zugleich hat sie die Petersglocke des Kölner Domes als größte freischwingende Kirchenglocke der Welt abgelöst. |
| Israel – Berg Tabor                          | Taborglocke                           | 2012      | d0      | 287,1 cm              | 15.684 kg             | Die Glocke wurde in der neu entwickelten Rippe „Grassmayr-Mozart“ gegossen. Die Wandstärke liegt bei 22 cm (vgl. Pummerin: 21 Tonnen, 314 cm Durchmesser und 23 cm Wandstärke). Sie wurde per Schiff von Triest über die Adria nach Israel geliefert. Auf Wunsch des Klosters wird die Glocke an einem gekröpften Joch und mit einem Fallklöppel geläutet. |
| A – Mösern                                   | Friedensglocke des Alpenraumes        | 1997      | es0     | 254,0 cm              | 10.080 kg             | Sie gilt als Symbol des Friedens und des Zusammenhaltes im Alpenraum und wurde anlässlich des 25-jährigen Bestehens der Arbeitsgemeinschaft Alpenländer (ARGE ALP) gegossen. Sie hängt im Freien oberhalb von Mösern. Mit einem Nettogewicht von 10.180 kg (mit den Armaturen inklusive des 500 kg schweren Klöppels wiegt sie bis zu 12.000 kg) gilt sie als größte Glocke Nordtirols, jedoch nicht als größte in einem Turm schwingende. Aufgrund der von Grassmayr damals gewählten Rippe (die sogenannte Grassmayr-Rippe, womöglich eine abgeänderte Form der Kurtz-Rippe des Glockengießers Kurtz aus Stuttgart), aufgespaltener Teiltöne durch einen Fehler der Gussform (Abweichung von der Rotationssymmetrie), und der untypischen Aufhängung im Freien besitzt die Glocke einen sehr blechernen, jaulenden und klirrenden Klang. Unter Campanologen wird sie deshalb auch als Friedensglocke des Alptraumes bezeichnet. Vor wenigen Jahren wurde ein Haarriss an der Klöppelanschlagsstelle entdeckt, woraufhin eine etwa 45°-Drehung der Glocke erfolgte. Regelmäßig wird die Glocke von der Firma Grassmayr begutachtet. |
| D – Schwarzach (Odenwald)                    | Mörserglocke                          | 2000      | e0      | 250,0 cm              | 9.820 kg              | Die Mörserglocke wurde von einem Privatmann gespendet, um symbolisch an die Umsiedlung einer Mörsersammlung zu erinnern. Nach dem klanglichen Rückschlag beim Guss der Friedensglocke zu Mösern wurde die durch Grassmayr erworbene Pfundner-Rippe gewählt und ein deutlich besseres Klangergebnis erzielt. |
| Tschechien – Prag                            | #9801                                 | 2022      | f0      | 258,0 cm              | 9.801 kg              | Gedächtnisglocke |
| A – Innsbruck – Jesuitenkirche (Innsbruck)   | Schützenglocke                        | 1959      | e0      | 248,0 cm              | 9.080 kg              | Zum 150-jährigen Jubiläum des Tiroler Freiheitskampfes wurde 1959 von den Schützenkompanien Innsbrucks die Schützenglocke gestiftet. Sie dient als Ersatz für die größte Glocke des im Jahre 1901 angeschafften Monumentalgeläutes vom italienischen Glockengießer Chiappani in den Tönen e0-gis0-h0-cis1-e1-fis1-gis1. Sie gilt als die größte freischwingende Kirchturmglocke Tirols. Bei einem Durchmesser von knapp 2,50 Metern und einem Gesamtgewicht von ca. 10 Tonnen füllt sie beim Läuten die gesamte Turmstube aus. Sie erklingt nur jeden Freitag um 15 Uhr zur Sterbestunde Jesu und an hohen Feiertagen. Ein besonderes Merkmal dieser Glocke ist der stark hervordringende reine Quart-Nebenschlagton a0, der den Klang der Glocke ziemlich obertönig und grell erklingen lässt, aber ihr einen unverwechselbaren Charakter verleiht. |
| A – Feldkirch                                | Katzenturmglocke                      | 1857      | f0      | 243,0 cm              | 8.573 kg              | Sie ist die größte Glocke Vorarlbergs und hängt im Katzenturm in Feldkirch. Gegossen wurde sie von Josef Anton Grassmayr. Sie läutet jeden Freitag um 15 Uhr. Im Jahr 2010 wurde eine Generalsanierung durch die Glockengießerei Perner aus Passau durchgeführt. Dabei wurde der Klöppelfänger entfernt, ein neuer Klöppel eingebaut und das Stahl- durch ein Holzjoch ausgetauscht. |
| D – Bremen – St. Petri-Dom                   | Brema                                 | 2022      | g0      | 214,4 cm              | 7.000 kg              | Die Glocke ersetzt ihre gleichnamige, im Jahr 1962 gegossene Vorgängerin der Glockengießerei Otto, welche aufgrund schwerer Gussmängel 2017 stillgelegt und schließlich ersetzt wurde. Gleichzeitig entstanden noch zwei weitere Glocken (fis1 und g1) zur Vervollständigung des Domgeläutes. |
| A – Innsbruck – Dom zu St. Jakob             | Mariahilf- oder große Pfarrglocke     | 1846      | ges0    | 221,0 cm              | 6.342 kg              | Die Mariahilfglocke hängt im Nordturm des Innsbrucker Doms St. Jakob und ist die zweitgrößte historische Glocke Tirols. |
| I – Lana                                     | Herz-Jesu-Glocke 1                    | 1996–2014 | g0      | 215,0 cm              | 6.248 kg              | Sie gilt als die größte Kirchenglocke Südtirols. Aufgrund der Rippen hatte sie einen volltönigen und einen lang nachhallenden Klang. 15 Jahre nach ihrem Guss wurden an der Glockenwand mehrere irreparable Risse festgestellt, die einen Neuguss notwendig machten. |
| I – Lana                                     | Herz-Jesu-Glocke 2                    | 2014      | g0      | 214,0 cm              | 6.205 kg              | Die neue Herz-Jesu-Glocke wurde am 16. Mai 2014 gegossen. Sie wurde am 28. Juni 2014 durch Abt Bruno Platter geweiht. |
| Serbien – Belgrad – Tempel des Heiligen Sava | -                                     | 2001      | g0      | 204,0 cm              | 6.128 kg              | Sie bildet zusammen mit 48 weiteren Glocken eines der größten Geläute der Republik Serbien. |
| A – Bregenz – Pfarrkirche St. Gebhard        | St.-Gebhards-Glocke                   | 1964      | as0     | 196,0 cm              | 4.563 kg              | Seit 1958 besaß die St.-Gebhard-Kirche eine kleine Glocke im Ton as1 von Grassmayr. Nach Abschluss der Bauarbeiten der Kirche wurde ein vierstimmiges Geläute in den Tönen as0–c1–es1–f1 angeschafft, wobei die große Glocke alles wertvolles Klanginstrument geschätzt wird. Sie wurde vom Bregenzer Baumeister G. Hinteregger gestiftet. |
| A – Lauterach                                | Heldenglocke                          | 1932      | a0      | 186,9 cm              | 4.255 kg              | Die Heldenglocke ist eine der wenigen Zwischenkriegszeitglocken von Grassmayr und überstand zusammen mit ihren Schwestern unbeschadet den 2. Weltkrieg. |
| A – Innsbruck – Stift Wilten                 | Auferstehungsglocke                   | 1996      | as0     | 189,0 cm              | 4.195 kg              | Die größte Glocke des Stifts Wilten gilt als eine der schönsten Glocken im Innsbrucker Raum. Sie läutet nur an hohen Feiertagen. Bedingt durch ihre Größe muss sie an einem leicht gekröpften Joch läuten, was durch einen hohen Läutewinkel aber optimal kaschiert wird. |
| Serbien – Belgrad – Tempel des Heiligen Sava | -                                     | 2001      | a0      |                       | 3956 kg               | Wie alle 49 Glocken des Domes ist die zweitgrößte Glocke eine Stiftung. Diese Glocke stiftete die Hl. Sava-Kirche in Milwaukie. |
| A – Altach                                   | Kriegerglocke                         | 1962      | a0      | 186,0 cm              | 3.900 kg              | Diese Glocke läutet an einem leicht gekröpften Joch. |
| I – Brixen (Südtirol)                        | Sext-Glocke                           | 1838      | a0      | 185,7 cm              | 3.895 kg              | Die Sext-Glocke wurde in Innsbruck in der „Oetztaler-Rippe“ gegossen. Fürstbischof Bernhard II. Galura weihte sie Ende August 1838 ein. Der Name „Sext“ kommt vom sechsten Ton, A, auf der Tonskala. Mit Armaturen wiegt sie mehr als vier Tonnen. |
| I – St. Pauls (Eppan)                        | St. Paulsnerin                        | 1701      | b0      | 183,6 cm bis 187,0 cm | 3.860 kg bis 4.984 kg | Die erste St. Paulsnerin wurde 1676 gegossen. Sie musste bereits 1701 umgegossen werden (vermutlich wegen eines Gussfehlers). Den Auftrag zum Neuguss bekam Georg Grassmayr, der persönlich nach Eppan kam, um die Glocke zu gießen. Der Guss gelang. Josef Weingartner nennt sie die „berühmteste und zweitgrößte des Landes“ (die große Glocke vom Kloster Muri Gries ist mit 5.026 kg noch schwerer). Das Gewicht der St. Paulsnerin kann nicht exakt geschätzt werden. So soll sie 4.984 kg wiegen und einen Durchmesser von 1,87 m besitzen. Bis heute gehört die Paulsnerin zu den größten Barockglocken Südtirols und ist für ihren hervorragenden schönen Klang berühmt. |
| A – Wattens – Neue Pfarrkirche               | Große Glocke                          | 1958      | a0      | 186,0 cm              | 3.855 kg              | Sie läutet an einem gekröpften Joch mit Gegengewichtsklöppel. |
| A – St. Johann in Tirol                      | Marien- und Wetterglocke              | 1773      | a0      | 180,0 cm              | 3.800 kg              | Die große Glocke der Dekanatspfarrkirche St. Johann in Tirol ist eine der ältesten Barockglocken Tirols. Sie wurde von Wolfgang Bartlmä Grassmayr in Habichen bei Oetz gegossen. Die Glocke teilt eine interessante Geschichte. Als Großglocke überstand sie beide Weltkriege, was eine Seltenheit darstellt. Einer Erzählung nach übertraf der Durchmesser der Glocke die Breite der Schallfenster, sodass eines hätte aufgebrochen werden müssen, um die Glocke aus dem Turm zu heben. Da man sich zu den damaligen Zeiten nicht sicher war, ob die Turmfenster nicht zum Einsturz der oberen Turmhälfte führten, beließ man die Glocke im Turm, und so erging sie dem Einschmelzen zu Kanonen- und Kugelmaterial. Mit Kreide wurde nach Ende des Krieges auf die Glocke geschrieben: Maria Anna hoaß i, alle Wetter woaß i, alle Wetter vertreib i und zu St. Johann bleib i. Im Jahre 2010 wurde der barocke Klöppel durch einen neuen, jedoch überdimensionierten Klöppel (bis zu 400 kg schwer aufgrund eines Berechnungsfehlers) ausgetauscht. Das führte zu einer erheblichen Belastung der Glocke und sie drohte zu springen. Kurze Zeit darauf tauschte Grassmayr den Klöppel wieder und baute einen dem Gewicht entsprechenden ein. Um die Glocke wegen ihres Alters zu schonen, läutet sie heute nur mehr halb so hoch wie früher. |
| A – Thaur                                    | -                                     | 1947      | a0      | 182,0 cm              | 3.763 kg              | Sie ist eine der größten unmittelbar nach dem Zweiten Weltkrieg gegossenen Glocken, und stellt zusammen mit den kleineren Glocken in den Tönen cis1–e1–fis1–a1 eines der größten Geläute im Innsbrucker Raum dar. 2010 wurde das Mauerwerk des Kirchturms baufällig aufgrund der hohen Belastung während des Glockenläutens. Das Geläute wurde von der Glockengießerei Perner aus Passau grundsaniert. Alle Klöppelfänger wurden entfernt, und um einen langsameren Läutrhythmus zu gewährleisten, wurden die Glocken mit gekröpften Jochen versehen und es wurden Gegengewichtsklöppel eingebaut. Nach zwei Jahren kam in der Pfarrei und in der Bevölkerung Unmut über den nicht gewöhnlichen Läutrhythmus der Glocken auf, sodass die gekröpften Joche gegen Holzjoche getauscht wurden. Flugklöppel ersetzten die Gegengewichtsklöppel. Bis heute verzichtet man auf die gewöhnliche Läuttradition mit Klöppelfängern. Eine entsprechende Gegenpendelanlage wie in der Nachbargemeinde Absam in der Wallfahrtskirche könnte dieses Problem beseitigen. |
| A – Graz – Grazer Dom                        | Erlöserglocke                         | 1987      | b0      | 176,5 cm              | 3.534 kg              | Eine der größten Glocken der Steiermark. |
| A – Steinach am Brenner                      | Herz-Jesu-Glocke                      | 1946      | a0      | 175,0 cm              | 3.498 kg              | Diese Glocke ist eine der größten, die unmittelbar nach dem Zweiten Weltkrieg gegossen wurde, und die größte Glocke im Wipptal. |
| A – Innsbruck – Wiltener Basilika            | -                                     | 1865      | b0      | 175,0 cm              | 3.133 kg              | |
| A – Innsbruck – Innsbrucker Dom              | Priminusglocke                        | 1961      | b0      | 172,0 cm              | 3.123 kg              | Sie ist die zweitgrößte Glocke des Innsbrucker Domes und wurde 1961 gegossen. Ihr Ton ist ein erhöhtes b0, das manchmal auch als h0 angegeben wird. |
| A – Brixen im Thale                          | Friedens- und Wetterglocke            | 1948      | h0      | 167,0 cm              | 3.045 kg              | Die Friedensglocke gilt als die schwerste Glocke des Brixentals. |
| I – Cortina d’Ampezzo                        | Großeglocke - "Canpanon"              | 1857      | b0      | 176,6 cm              | 3.074 kg              | Sie ist eine der größten und wertvollsten Glocken Venetiens. Diese Glocke ist Teil eines Geläutes von 6 Glocken (b°, d', f', b', d", f"), die alle im Jahr 1857 von Johann Grassmayr gegossen wurden (d' bereits im Jahr 1851). Diese wurden durch die Intervention von Kaiser Karl I. am 24. November 1917 vor dem Einschmelzen im Ersten Weltkrieg bewahrt. Bis heute ist es eines der sehr seltenen Grassmayr-Geläute, das vor dem Ersten Weltkrieg gegossen wurde. |
| A – Imst                                     | Die große „Annemarie“                 | 1955      | h0      | ≈170,0 cm             | 2.840 kg              | Die Imster Bevölkerung gab die Hoffnung nicht auf, ihre große „Annemarie“ aus den 20er Jahren nach Ende des Krieges wieder zurückzubekommen. Als nach zehn Jahren ein Zurückkommen aussichtslos erschien und man das Warten aufgab, erteilte man Grassmayr den Auftrag zum Guss einer neuen „Annemarie“. Sie gilt als Meisterwerk. Sie wird traditionell hoch geläutet und erklingt nur an hohen Feiertagen. |
| I – Tramin                                   | Sankt Maria Anna (Große Wetterglocke) | 1726      | c1      | 159,2 cm              | 2.750 kg              | Die große Glocke von Tramin erklingt schon mehr als 200 Jahre aus dem etwa 83 Meter hohen freistehenden Turm. Sie wurde von Josef Grassmayr gegossen und gilt als eine der wohlklingendsten Glocken Südtirols. Sie enthält die Inschrift: St. Maria Anna heiß ich, Schön bin ich, das weiß ich, Im Traminer Turm bleib ich, Die schiechen Wetter vertreib ich. |
| A – Matrei in Osttirol                       | Herz-Jesu-Glocke                      | 1949      | h0      | ≈165,0 cm             | 2.636 kg              | Die Herz-Jesu-Glocke zu Matrei in Osttirol ist eine der größten im Bezirk Lienz und erschallt aus dem etwa 85 Meter hohen Turm der Pfarrkirche. Sie wird nur freitags um 15 Uhr sowie an Sonn- und Feiertagen geläutet. |
| A – Vomp – Abtei St. Georgenberg-Fiecht      | -                                     | 1929      | c1      | ≈150,0 cm             | ≈2.500 kg             | Eine der wenigen erhaltenen Zwischenkriegsglocken. |
| Serbien – Belgrad – Tempel des Heiligen Sava | -                                     | 2001      | c1      |                       | 2458 kg               | Die vier freischwingenden Glocken des Doms des Heiligen Sava haben die Tonhöhen: g0, a0, c1, d1, das Carillion mit 45 Glocken hat die chromatische Abfolge von e44 bis c1 (viereinhalb Oktaven). |
| I – Völs am Schlern                          | -                                     | 1703      | c1      | 154,1 cm              | 2.400 kg              | Eine der ältesten Glocken Südtirols. Eine Besonderheit ist, dass sie besonders hoch geläutet wird (ca. 11,5 Uhr). |
| A – Zell am Ziller                           | St. Vitus-Glocke                      | 1744      | des1    | 150,0 cm              | 2.000 kg (etwa)       | Eine wohlklingende barocke Glocke. Josef Grassmayr aus Brixen hat sie gegossen. 1946 wurde sie durch vier weitere Glocken ergänzt. 2011 erhielt sie einen neuen Klöppel. |
| A – Vill                                     | -                                     | 1750      | es1     | k. A.                 | k. A.                 | Die große Glocke von Vill wurde im Jahre 1750 von Wolfgang Bartlmä Grassmayr gegossen und gehört zu den ältesten Barockglocken Tirols. |
| A –Stadtpfarrkirche Lienz                    | Christkönigsglocke                    | 1949      | b0      | 165 cm                | 2.693 kg              | Die große Glocke der Stadtpfarrkirche Lienz ist Teil eines siebenstimmigen Geläutes, das zu den größten Osttirols zählt. Sie besitzt einen Klöppelfänger und erklingt nur an den Festtagen. |

### Geschichte der großen Glocke des Innsbrucker Domes

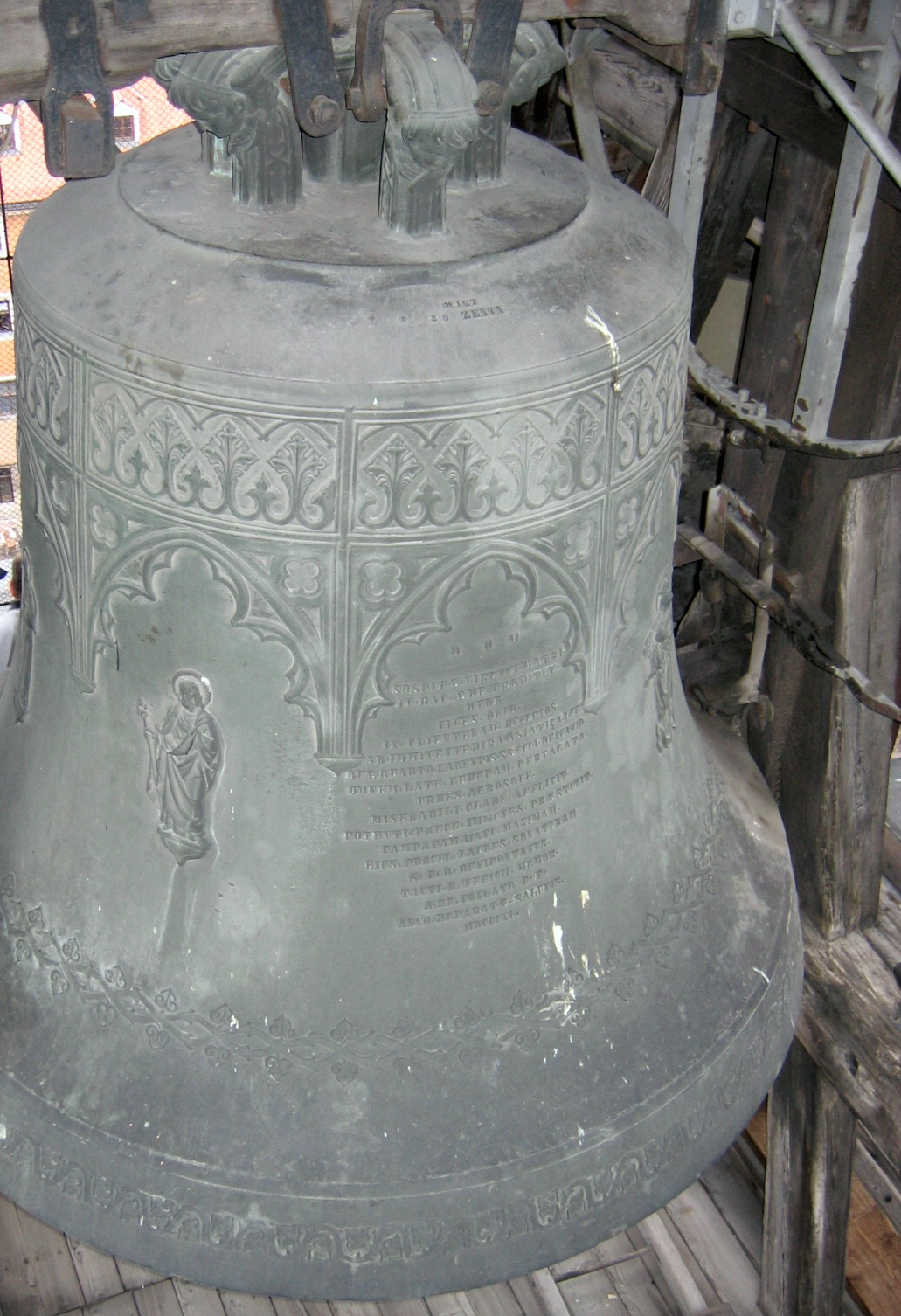
Die Mariahilfglocke im Innsbrucker Dom zählt zu den bedeutendsten Glocken des Historismus in Österreich.

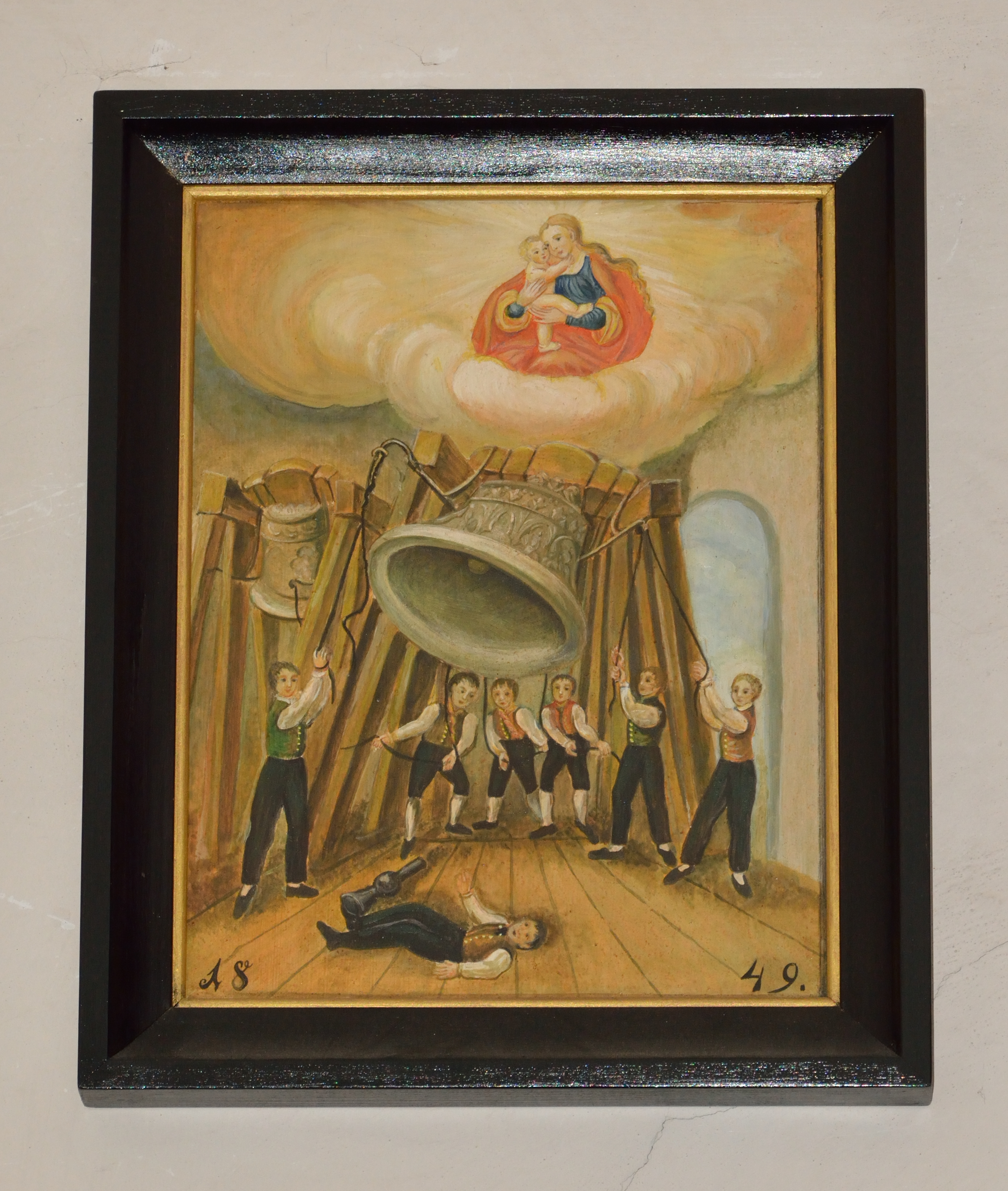
Votivbild der Kaiserglocke in der Liebfrauenkirche zu Kitzbühel

Die große Glocke des Innsbrucker Doms hat eine besondere Geschichte. Nachdem Innsbruck von der Choleragefahr 1836/1837 weitgehend verschont geblieben war, beschlossen die Innsbrucker Bürger, aus Dankbarkeit eine besonders große Glocke für den Dom – damals noch Stadtpfarrkirche – gießen zu lassen. Diese Glocke wurde am 1. Dezember 1840 von Johann Grassmayr gegossen. Mit ihrem Gewicht von etwa 112 ctn (entspricht 6.272 kg) und einem Durchmesser von 213 cm erklang sie auf einem leicht erhöhten g0. Um einen besonders wuchtigen Klang zu erzielen, montierte man einen viel zu schweren Klöppel. Durch diese übermäßige Beanspruchung sprang die Glocke nach wenigen Jahren am 25. Juli 1844. Im Jahr darauf wurden die Glocke vom Turm abgenommen und ein Umguss beschlossen. Dafür bekam Grassmayrs schärfster Konkurrent Josef Georg Miller den Auftrag, der am 29. August 1845 erfolgte.
Die Vorbereitungen zum Guss und auch der Guss selbst verliefen mit Problemen. Nach Beendigung der Gussarbeiten fiel ein Ziegelstein auf die noch heiße Glocke und hinterließ eine große Delle an der Haube neben der Krone. Zudem war durch einen Fehler bei der Herstellung der Form der Schlagton der Glocke um etwa einen Halbton zu hoch, gis0 statt g0. Die Innsbrucker waren mit diesem Ergebnis nicht zufrieden und lehnten die Glocke ab. Miller musste der Pfarre den Preis für das zur Verfügung gestellte Metall zahlen und auch die für die Glockenzier eigens hergestellten Modeln herausgeben. Er versuchte daraufhin, die Glocke anderweitig zu verkaufen.
Ein Jahr darauf erhielt nun wieder Johann Grassmayr den Auftrag zur Herstellung der großen Pfarrglocke. Am 14. Juni 1846 erfolgte der Guss, aber auch bei ihm gab es ein Missgeschick: Zu wenig Metall floss in die Form, die somit nicht vollständig gefüllt wurde. Grassmayr musste noch einmal von vorn anfangen. Nach sechs Wochen war es so weit, am 1. August 1846 wurde die große Glocke erfolgreich gegossen. Noch heute läutet sie vom Nordturm des Domes und gehört zu den größten Glocken des Historismus in Österreich und zu den größten Glocken Tirols.
Miller versuchte inzwischen immer noch, die abgelehnte Glocke zu verkaufen, wobei er sich als Preis mit dem reinen Materialwert begnügte. Schließlich wurde Baumeister Sebastian Schweinester aus Kitzbühel auf diese Glocke aufmerksam. Es gelang ihm, seine Heimatgemeinde davon zu überzeugen, sie zu erwerben, und initiierte dafür eine Spendenaktion. Bürgermeister Josef Traunsteiner ging persönlich von Haus zu Haus sammeln. Im Jahr 1847 erwarb die Kommune die Glocke dann und ließ sie nach Kitzbühel bringen, wo sie auf den Turm der Liebfrauenkirche aufgezogen wurde und dort erhalten ist.  Ihren Namen Kaiserglocke erhielt sie erst im Ersten Weltkrieg, da sie durch einen besonderen Erlass des Kaisers von der Ablieferung zu Kriegszwecken verschont blieb.
Grassmayrs große Innsbrucker Domglocke und Millers Kaiserglocke in Kitzbühel sind zum Verwechseln ähnlich. Beide tragen die gleiche Glockenzier und auch nahezu die gleichen Inschriften, denn Grassmayr verwendete dafür dieselben Modeln wie Miller. Auch Gewicht und Größe sind nahezu gleich: die Kaiserglocke ist mit 6.374 kg um 32 kg schwerer, während die Domglocke mit 221 cm einen um 6 cm größeren Durchmesser besitzt.
Sonstiges
Im September 2018 wurde die beschädigte Glocke mit Nominal g1 durch eine neue Glocke der Glockengießerei Grassmayr ersetzt. Diese hat ein Gewicht von 777 Kilogramm und einen Durchmesser von 107 Zentimeter.

## Zeitschriftenbeitrag
- Barbara Bachmann: Familienbetrieb: Auf der Suche nach der „Stradivari“. Achtseitiges Porträt des Familienunternehmens mit Fotos von Verena Kathrein. In: Das Magazin, Ausgabe Sommer 2022, S. 82–89.